# Reflections of the Obscure
Reflections of the Obscure - to pierwszy studyjny album nagrany przez fińską grupę Essence of Sorrow. Jego premiera miała miejsce 10 stycznia 2007 roku.

## Lista utworów
1. "Face of Death"
2. "Mind Control"
3. "The Essence of Sorrow"
4. "Hollow"
5. "Supreme Oppression"
6. "Ashes"
7. "The Mirror"
8. "Trail of Tears"
9. "Come Serenity"
10. "Embraced" (utwór z japońskiej edycji)